# Municipio de Meramec (condado de San Luis)
El municipio de Meramec (en inglés: Meramec Township) es un municipio ubicado en el condado de San Luis en el estado estadounidense de Misuri. En el año 2010 tenía una población de 39731 habitantes y una densidad poblacional de 243,67 personas por km².

## Geografía
El municipio de Meramec se encuentra ubicado en las coordenadas 38°31′11″N 90°36′47″O / 38.51972, -90.61306. Según la Oficina del Censo de los Estados Unidos, el municipio tiene una superficie total de 163.05 km², de la cual 159.68 km² corresponden a tierra firme y (2.06%) 3.37 km² es agua.

## Demografía
Según el censo de 2010, había 39731 personas residiendo en el municipio de Meramec. La densidad de población era de 243,67 hab./km². De los 39731 habitantes, el municipio de Meramec estaba compuesto por el 91.96% blancos, el 2.21% eran afroamericanos, el 0.2% eran amerindios, el 3.81% eran asiáticos, el 0.05% eran isleños del Pacífico, el 0.34% eran de otras razas y el 1.44% pertenecían a dos o más razas. Del total de la población el 1.84% eran hispanos o latinos de cualquier raza.